# الأخوة سرمونغ
الإخوة سرمونغ كانت جماعة صوفية باطنية مزعومة مقرها في آسيا. تم إبراز الوجود المشهور للإخوة في كتابات جورج غوردجييف، المعلم الروحي اليوناني الأرمني. تزعم بعض المصادر المعاصرة ذات الصلة بالصوفية أنها أجرت اتصالات مع المجموعة على الرغم من أن المصدر الأول والأول هو غوردجييف نفسه ، مما دفع معظم العلماء إلى استنتاج أن المجموعة كانت خيالية.

## الاسم
وفقًا للمؤلف جون جي بينيت، وهو طالب ومساعد لجورج جوردجييف الذي ذكر هذا المفهوم لأول مرة، فإن كلمة سارمونج تستخدم النطق الأرمني للمصطلح الفارسي سارمان، والذي قد يعني إما "هو الذي يحافظ على عقيدة زرادشت" أو "النحل".
فيما يتعلق بالمعنى ، كتب بينيت:
"يمكن تفسير الكلمة بثلاث طرق. إنها كلمة النحل، التي كانت دائمًا رمزًا لأولئك الذين يجمعون" عسلًا "الثمين للحكمة التقليدية ويحفظونه لأجيال قادمة. مجموعة من الأساطير، المعروفة جيدًا في الدوائر الأرمنية والسورية التي تحمل عنوان "النحل"، تمت مراجعتها من قبل مار سلامون، أرشمندريت نسطوري في القرن الثالث عشر. تشير كلمة "النحل" إلى قوة غامضة تم نقلها من زمن زرادشت وظهرت في زمن المسيح. .. الإنسان هو المعنى الفارسي باعتباره الصفة التي تنقلها الوراثة ومن ثم عائلة أو عرق مميز. ويمكن أن يكون مستودعًا لموروث أو تقليد. وتعني كلمة سار الرأس ، سواء بالمعنى الحرفي أو بالمعنى الرئيسي أو الرئيسي. الجمعوهكذا فإن سارمان يعني المستودع الرئيسي للتقليد. "وهناك احتمال آخر هو" أولئك الذين طهرت رؤوسهم "، وبعبارة أخرى: المستنيرون.

## حساب غوردجييف
كما سعى جورج جوردجييف إلى الأخوة في رحلاته (قبل عام 1912) عبر جنوب غرب ووسط آسيا. في وصف محتويات رسالة قديمة كتبها راهب كان قد حصل عليها ، كتب غوردجييف:
"لقد نجح الأب تيلفانت الجدير أخيرًا في معرفة حقيقة جماعة سرمونغ الإخوية. لقد كانت منظمتهم موجودة بالفعل بالقرب من مدينة سيرانوش ، وقبل خمسين عامًا ، بعد فترة وجيزة من هجرة الشعوب ، هاجروا أيضًا واستقروا في وادي Izrumin ، رحلة ثلاثة أيام من Nivssi .... "ثم انتقلت الرسالة إلى أمور أخرى.
أكثر ما أذهلنا هو كلمة "سرمونج" التي رأيناها عدة مرات في الكتاب المسمى "Merkhavat". هذه الكلمة هي اسم مدرسة باطنية شهيرة والتي ، وفقًا للتقاليد ، تأسست في بابل منذ 2500 قبل الميلاد ، والتي عُرفت بوجودها في مكان ما في بلاد ما بين النهرين حتى القرن السادس أو السابع الميلادي ؛ ولكن فيما يتعلق بوجودها الإضافي ، لا يمكن للمرء الحصول على أقل المعلومات من أي مكان.
قيل أن هذه المدرسة تمتلك معرفة كبيرة تحتوي على مفتاح العديد من الألغاز السرية
في كثير من الأحيان تحدثت مع Pogossian عن هذه المدرسة وحلمنا بمعرفة شيء حقيقي عنها ، وفجأة وجدناها مذكورة في هذا الرق! كنا متحمسين للغاية.
يواصل غوردجييف ربط عائلة سارمونج بالنساطرة ، المتحدرين من البيزنطيين القدماء ، وطردهم من بلاد ما بين النهرين ومدينة نينوى .
يمكن العثور على تجارب جوردجييف في هذه الرحلات ، وسردًا سطحيًا لعلاقته الغامضة نوعًا ما مع الإخوان سارمونج، في سيرته الذاتية Meetings with Remarkable Men. ويقول إنه أجرى اتصالات مع ممثل عن السارمونج من خلال صديقه ، درويش بوقا الدين (بهاء الدين) ، في بخارى . يقال إن الدير الرئيسي للجمعية يقع في مكان ما في قلب آسيا ، على بعد حوالي اثني عشر يومًا من بخارى على متن حصان وحمير. بمجرد وصوله إلى الدير ، اكتشف غوردجييف أن صديقه القديم الأمير لوبوفيسكي كان هناك بالفعل. يخبر الأمير غوردجييف أنه التقى بممثل عائلة سارمونغ في منزل الآغا خان فيكابول ، أفغانستان. أثناء إقامته في الدير ، يتذكر غوردجييف رؤية جهاز معقد وقديم يشبه الأشجار يستخدم للإشارة إلى الأوضاع الجسدية وتدريب راقصي المعابد.
كانت محاولات جوردجييف لإقامة صلة بين الإخوان ، وسومر القديمة ، وحتى " مصر ما قبل الرمل " ، محاولة مثيرة لاكتساب المعرفة الباطنية التي تم تناقلها من العصور القديمة.